# Charles de Lusse
Charles de Lusse   (c. 1720 - segle XVIII (>1774)) fou un flautista i compositor francès.

## Vida i treball
De Lusse només s'esmenta com a Monsieur Delusse o MDL en la música impresa contemporània. El primer nom de Charles va ser esmentat per primera vegada el 1837 per François-Joseph Fétis. Com que també se li assigna una àmplia activitat com a fabricant d'instruments, és raonable suposar que Fétis va confondre amb el fabricant de flautes i oboès Ch. De Lusse. Si de Lusse està relacionat amb aquest parisenca família de fabricants d'instruments de fusta no està documentada. La primera composició vocal de De Lusse va aparèixer a la impremta el 1743, i les seves primeres composicions de flauta el van seguir el 1751. El 1758 es va convertir en membre de l'orquestra de l'Opéra-Comique de París i l'any següent es va estrenar la seva L'estàtua magnífica òpera còmica. De Lusse, que també va treballar com a professor de flauta i va escriure per escola de flautes ("L'art de la flûte travesière"), va aportar el 1769 l'article explicatiu "Musique" per al volum il·lustrat de l'enciclopèdia de Diderot i d'Alembert. Després del 1774 ja no se li fa menció.
Les composicions de De Lusse, incloses sonates de flauta, així com cançons i romanços, estan parcialment influenciades per l'Escola de Mannheim.

## Composicions
- L'estàtua magnífica. Òpera estranya. 1759.
- Recepció de romanços històrics, tendres i burlesques, tant antigues com modernes, amb les notícies. 1767 (digitalitzat a la cerca de llibres de Google).
- Recepció de romanços històrics, tendres i burlesques, tant antigues com modernes, amb les notícies. Volum 2. 1774 (digitalitzat a la cerca de llibres de Google).

## Treballs docents
- L'art de la flauta travessera. París 1760. Diverses reimpressions, a. a .:
- Knuf, Buren 1980, ISBN 90-6027-207-2 .
- Ed. Scelte, Firenze 1997, ISBN 88-7242-765-7 .
- In: Faxs: Méthodes & traités: Series 1, France 1600–1800. Fuzeau, Courlay 2001, ISMN 979-0-2306-5822-5 (cerca al portal DNB).